# Festival di Berlino 1975

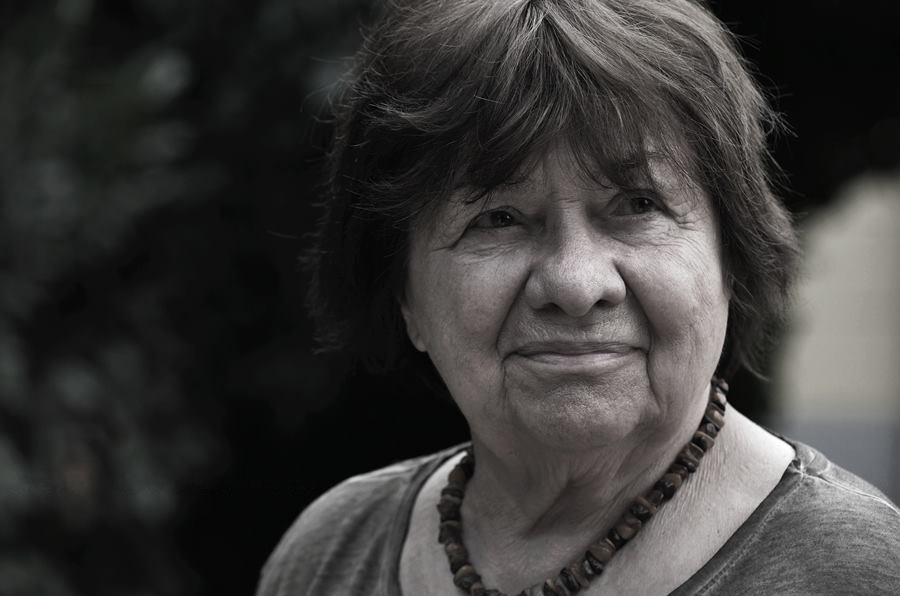
La regista ungherese Márta Mészáros, vincitrice dell'Orso d'oro e una delle numerose presenza femminili di questa edizione.

La 25ª edizione del Festival internazionale del cinema di Berlino si è svolta a Berlino dal 27 giugno all'8 luglio 1975, con lo Zoo Palast come sede principale. Direttore del festival è stato per il venticinquesimo anno Alfred Bauer.
L'Orso d'oro è stato assegnato al film ungherese Adozione di Márta Mészáros.
Le retrospettive di questa edizione sono state dedicate agli attori Greta Garbo e Conrad Veidt e ai cortometraggi tedeschi degli anni trenta.

## Storia
(Wolf Donner, 11 luglio 1975)
Il 1975 si rivelò un anno fortunato per la Berlinale sotto molti punti di vita. Dopo che il primo film sovietico presentato l'anno precedente sembrava aver "rotto il ghiaccio" della guerra fredda, il programma di questa edizione incluse film provenienti da quasi tutti gli stati socialisti, tra cui per la prima volta la Germania Est, e fu considerato dagli osservatori il più notevole da molti anni a questa parte. Tra i film più apprezzati, oltre al vincitore dell'Orso d'oro, ci furono Kdo hledá zlaté dno di Jiří Menzel, Bilancio trimestrale di Krzysztof Zanussi e Jakob il bugiardo di Frank Beyer, che fruttò l'Orso d'argento all'attore Vlastimil Brodský. Le impasse politiche e i conflitti programmatici del passato sembrarono aver trovato soluzioni costruttive e dopo anni di forzata auto-limitazione il festival inaugurò una nuova era.
Il film di Márta Mészáros fu esemplare anche di una forte presenza femminile in questa edizione, sia nelle storie raccontate sia dietro la macchina da presa. In un articolo su Die Zeit il giornalista e futuro Direttore del festival Wolf Donner proclamò il 1975 "anno della donna" e il programma del Forum internazionale del giovane cinema ne fu una riprova. Con film come quelli di Chantal Akerman, Ingemo Engström, Yvonne Rainer e del "Red Sisters Collective" (Mette Knudsen, Elisabeth Rygaard e Li Vilstrup), emerse una generazione di registe che mise in discussione le strutture patriarcali della Berlinale. Non a caso, durante il festival alcune attiviste femministe distribuirono un volantino chiedendo «la parità di genere in tutti i comitati di selezione», la promozione di «film che attirassero l'attenzione sulla materia dello sfruttamento sessuale delle donne e sostenessero la loro lotta per la liberazione» e «un'analisi dell'immagine sessista della donna nei film cosiddetti di sinistra o progressisti».
Altre presenza femminili furono Claudia Cardinale, che consegnò i premi principali, e Gina Lollobrigida in veste di fotografa, con una rassegna organizzata in una galleria sulla Jebenstrasse e il corto Ritratto di Fidel, un documentario-intervista a Fidel Castro proiettato fuori concorso durante il festival.

## Giuria internazionale
- Sylvia Syms, attrice (Regno Unito) - Presidente di giuria[6]
- Ottokar Runze, regista, sceneggiatore e produttore (Germania Ovest)
- Henry Chapier, regista, sceneggiatore e critico cinematografico (Francia)
- Else Goelz, giornalista (Germania Ovest)
- Albert Johnson, critico cinematografico (Stati Uniti)
- Rostislav Yurenev, critico cinematografico (Unione Sovietica)
- João Carlos Martins, pianista e direttore d'orchestra (Brasile)
- Singh Sandhu Sukhdev, regista (India)

## Selezione ufficiale

### In concorso
- Adozione (Örökbefogadás), regia di Márta Mészáros (Ungheria)
- Amore e guerra (Love and Death), regia di Woody Allen (Stati Uniti)
- Bilancio trimestrale (Bilans kwartalny), regia di Krzysztof Zanussi (Polonia)
- La casa grande, regia di Francisco Rodríguez Fernández (Spagna)
- Comedie fantastică, regia di Ion Popescu-Gopo (Romania)
- Dar Ghorbat, regia di Sohrab Shahid Saless (Iran)
- Eiszeit, regia di Peter Zadek (Germania Ovest, Norvegia)
- Gangsterfilmen, regia di Lars G. Thelestam (Svezia)
- I giustizieri del West (Posse), regia di Kirk Douglas (Stati Uniti)
- Jakob il bugiardo (Jakob der Lügner), regia di Frank Beyer (Germania Est)
- John Glückstadt, regia di Ulf Miehe (Germania Ovest)
- Kdo hledá zlaté dno, regia di Jiří Menzel (Cecoslovacchia)
- La' os være, regia di Lasse Nielsen e Ernst Johansen (Danimarca)
- Lily, aime-moi, regia di Maurice Dugowson (Francia)
- Operazione Overlord (Overlord), regia di Stuart Cooper (Regno Unito)
- Il piatto piange, regia di Paolo Nuzzi (Italia)
- La prima volta, sull'erba, regia di Gianluigi Calderone (Italia)
- Samna, regia di Jabbar Patel (India)
- Sandokan numero 8 (Sandakan hachiban shōkan - Bōkyō), regia di Kei Kumai (Giappone)
- See, regia di Robin Lehman (Regno Unito)
- SSS, regia di Václav Bedřich (Cecoslovacchia)
- Sto dnej posle detstva, regia di Sergej Solov'ëv (Unione Sovietica)
- Strast, regia di Aleksandar Ilić (Jugoslavia)
- La tentazione e il peccato (Out of Season), regia di Alan Bridges (Regno Unito)
- Vacanze di sangue (Dupont Lajoie), regia di Yves Boisset (Francia)
- Zwaarmoedige verhalen voor bij de centrale verwarming, regia di Nouchka van Brakel, Ernie Damen e Bas van der Lecq (Paesi Bassi)

### Fuori concorso
- Ritratto di Fidel, regia di Gina Lollobrigida (Italia)
- Yi'ihiyeh Tov Salmonico, regia di Alfred Steinhardt (Israele)[7]

### Forum internazionale del giovane cinema

#### Programma principale
- Anna, regia di Alberto Grifi e Massimo Sarchielli (Italia)
- La Battaglia del Cile: L'insurrezione della borghesia (La batalla de Chile: La lucha de un pueblo sin armas - Primera parte: La insurrección de la burguesía), regia di Patricio Guzmán (Venezuela, Francia, Cuba)
- Il cappotto (Shinel), regia di Grigorij Kozincev e Leonid Trauberg (Unione Sovietica)
- Chorus, regia di Mrinal Sen (India)
- Dolci costumi (Brandos Costumes), regia di Alberto Seixas Santos (Portogallo)
- Duvidha, regia di Mani Kaul (India)
- Film About a Woman Who..., regia di Yvonne Rainer (Stati Uniti)
- Flöz Dickebank - Wir sind mittlerweile wachgeworden, regia di Johannes Flütsch, Klaus Helle e Marlis Kallweit (Germania Ovest)
- Garga M'Bossé, regia di Mahama Johnson Traoré (Senegal, Svezia)
- Gokushiteki erosu: Renka 1974, regia di Kazuo Hara (Giappone)
- Istenmezején 1972-73-ban, regia di Judit Elek (Ungheria)
- Jeanne Dielman, 23, quai du Commerce, 1080 Bruxelles, regia di Chantal Akerman (Belgio, Francia)
- Kaskara, regia di Dore O. Nekes (Germania Ovest)
- Lina Braake, regia di Bernhard Sinkel (Germania Ovest)
- Mai 68, regia di Jérôme Kanapa, Gudie Lawaetz (Francia)
- Makimono, regia di Werner Nekes (Germania Ovest)
- Matti da slegare, regia di Silvano Agosti, Marco Bellocchio, Sandro Petraglia e Stefano Rulli (Italia)
- Nuove terre (Nieuwe gronden), regia di Joris Ivens (Paesi Bassi)
- Paisà, regia di Roberto Rossellini (Italia)
- Print Generation, regia di J.J. Murphy (Stati Uniti)
- La recita (O thiasos), regia di Theo Angelopoulos (Grecia)
- Roma città aperta, regia di Roberto Rossellini (Italia)
- Schenec-Tady I, regia di Heinz Emigholz (Germania Ovest)
- Schenec-Tady II, regia di Heinz Emigholz (Germania Ovest)
- Secondo la legge (Po zakonu), regia di Lev Kulešov (Unione Sovietica)
- Sieben Erzählungen aus der Vorgeschichte der Menschheit, regia di Manfred Blank e Gerhard Metz (Germania Ovest)
- Ta' det som en mand, frue!, regia di Mette Knudsen, Elisabeth Rygaard e Li Vilstrup (Danimarca)
- Tagebuch, regia di Rudolf Thome (Germania Ovest)
- Die Vergessenen Jahre, rassegna di documentari a tema sociopolitico curata da Thomas Brandon (Stati Uniti)
- Viburno rosso (Kalina krasnaya), regia di Vasilij Šukšin (Unione Sovietica)
- Winstanley, regia di Kevin Brownlow (Regno Unito)

#### Il Nuovo cinema tedesco
- Das Andechser Gefühl, regia di Herbert Achternbusch (Germania Ovest)
- Falso movimento (Falsche Bewegung), regia di Wim Wenders (Germania Ovest)
- Familienglück, regia di Ingo Kratisch e Marianne Lüdcke (Germania Ovest)
- La grande estasi dell'intagliatore Steiner (Die große Ekstase des Bildschnitzers Steiner), regia di Werner Herzog (Germania Ovest)
- Hauptlehrer Hofer, regia di Peter Lilienthal (Germania Ovest)
- Kampf um ein Kind, regia di Ingemo Engström (Germania Ovest)
- Die Liebe zum Land, regia di Klaus Wildenhahn (Germania Ovest)
- Pour les Palestiniens, une Israélienne témoigne, regia di Edna Politi (Germania Ovest)
- Quando un grave pericolo è alle porte le vie di mezzo portano alla morte (In Gefahr und größter Not bringt der Mittelweg den Tod), regia di Alexander Kluge e Edgar Reitz (Germania Ovest)
- Schattenreiter, regia di George Moorse (Germania Ovest)
- Wir haben lange geschwiegen, regia di Sylvia Edwinsson (Germania Ovest)

## Premi

### Premi della giuria internazionale
- Orso d'oro: Adozione di Márta Mészáros
- Orso d'argento, gran premio della giuria: ex aequo
Operazione Overlord di Stuart Cooper
Vacanze di sangue di Yves Boisset
- Orso d'argento per il miglior regista: Sergej Solov'ëv, per Sto dnej posle detstva
- Orso d'argento per la migliore attrice: Kinuyo Tanaka, per Sandokan numero 8 di Kei Kumai
- Orso d'argento per il miglior attore: Vlastimil Brodský, per Jakob il bugiardo di Frank Beyer
- Orso d'argento per il miglior contributo artistico: Woody Allen, per la regia di Amore e guerra e per l'insieme delle sue opere
- Orso d'oro per il miglior cortometraggio: See di Robin Lehman
- Orso d'argento, premio della giuria (cortometraggi): ex aequo
SSS di Václav Bedrich
Strast di Aleksandar Ilić

### Premi delle giurie indipendenti
- Premio FIPRESCI: Dar Ghorbat di Sohrab Shahid Saless
Premio FIPRESCI (Forum): Chorus di Mrinal Sen
Raccomandazioni (Forum): Istenmezején 1972-73-ban di Judit Elek, Matti da slegare di Silvano Agosti, Marco Bellocchio, Sandro Petraglia e Stefano Rulli, Tagebuch di Rudolf Thome e Viburno rosso di Vasilij Šukšin
- Premio OCIC: Bilancio trimestrale di Krzysztof Zanussi
Raccomandazioni: Adozione di Márta Mészáros, Dar Ghorbat di Sohrab Shahid Saless e Sandokan numero 8 di Kei Kumai
Premio OCIC (Forum): Matti da slegare di Silvano Agosti, Marco Bellocchio, Sandro Petraglia e Stefano Rulli
Raccomandazioni (Forum): Viburno rosso di Vasilij Šukšin, Lina Braake di Bernhard Sinkel e Familienglück di Ingo Kratisch e Marianne Lüdcke
- Premio CIDALC: Adozione di Márta Mészáros
- Premio UNICRIT: Amore e guerra di Woody Allen
- Premio INTERFILM Otto Dibelius:[8] Adozione di Márta Mészáros e Operazione Overlord di Stuart Cooper
Raccomandazioni: Vacanze di sangue di Yves Boisset, Dar Ghorbat di Sohrab Shahid Saless e Jakob il bugiardo di Frank Beyer
Premio INTERFILM (Forum): La recita di Theo Angelopoulos e Lina Braake di Bernhard Sinkel
Raccomandazioni (Forum): Viburno rosso di Vasilij Šukšin e Duvidha di Mani Kaul

### Premi dei lettori
- Premio dei lettori della Berliner Morgenpost: Vacanze di sangue di Yves Boisset